# Espada y Cruz
Espada y Cruz o en inglés Sword and Cross, es una escuela reformatorio ubicada en el estado de Georgia, Estados Unidos, en el universo ficticio de Oscuros.
Es el recinto donde la mayoría de las escenas del primer libro ocurren, Espada y Cruz fue construida en el año de 1861 como hospital para los heridos de guerra de la época de la Guerra civil de secesión que vivió Estados Unidos en ese año. El recinto cuenta con una estructuración gótica y sombría que consta de tres edificios; el principal, donde se encuentran los dormitorios, la cafetería, la recepción y la biblioteca es descrita como un castillo en mal estado y con un fachada desgastada por el tiempo, el segundo edificios es llamado San Agustín, es donde se encuentran las aulas de clases, y la Iglesia, que fue modificada para introducir una piscina para las clases de natación de los alumnos.
El fin de Espada y Cruz es re-acondicionar a los jóvenes que han tenido problemas con la ley o que simplemente están mal de sus facultades mentales, es el principal reformatorio del estado sureño de Georgia, sus métodos para re-acondicionar suelen ser a veces muy crueles hacia los alumnos, en el libro se mencionan algunas escenas fuertes de como son re-acondicionados, en la historia se narra una escena en un conflicto en la cafetería del reformativo con los personajes de Luce, Arriane y Molly, las tres tienen un fuerte enfrentamiento, pero son Arriane y Molly las que protagonizan la pelea, su conflicto fue tan grande que Arriane le propinó un puñetazo en el ojo a Molly lo que le valió a Arriane una fuerte descarga eléctrica; algunos alumnos llevan puesto un brazalete, los que suelen ser más conflictivos o impredecibles, las descarga fue tan grande que Arriane cayo al suelo casi inconsciente, por si fuera poco, las tres fueron castigadas, y su castigo fue limpiar las tumbas del cementerio que se encuentra dentro de Espada y Cruz.
Espada y Cruz cuenta con un cementerio dentro de su territorio, el cementerio fue construido porque en la época de la Guerra civil de secesión, los soldados al llegar era imposible mantenerlos con vida, por el simple hecho de tener heridas graves o por no tener suficiente apoyo para atender tantos heridos, los soldados morían y tenían que ser sepultados, lo que les valió a las autoridades construir un cementerio dentro de Espada y Cruz y darles sepultura rápidamente, el cementerio se encuentra aun lado de Espada y Cruz, y contiene tumbas muy antiguas; el cementerio tiene una construcción muy bien elaborado, con bajadas y subidas, con un suelo no recto, según la descripción de Lauren Kate, el cementerio después de la guerra fue utilizado para sepultar a los habitantes cercanos alrededor del reformatorio.